# Armand Traoré
Armand Traoré (8 oktober 1989) is een Franse voetballer die bij voorkeur in de verdediging speelt. Hij verruilde in augustus 2011 Arsenal voor Queens Park Rangers.

## Clubcarrière
Traoré stroomde in 2006 door vanuit de jeugd van Arsenal, dat hem een jaar daarvoor overnam van AS Monaco. Na drie competitiewedstrijden in twee seizoenen bij het eerste, verhuurde Arsenal Traoré op 18 augustus 2008 voor een jaar aan Portsmouth. Daarvoor maakte hij op 18 mei 2009 zijn eerste doelpunt in de Premier League. Arsenal verhuurde Traoré op 31 augustus 2010 opnieuw voor een jaar, ditmaal aan Juventus. Hij kreeg er het rugnummer 17, wat voor hem werd gedragen door David Trezeguet. Traoré maakte op 17 november 2010 zijn debuut in de Serie A, tegen AS Roma.
Traoré verliet Arsenal op 30 augustus 2011 definitief en tekende een contract bij Queens Park Rangers , op dat moment net gepromoveerd naar de Premier League. Op zondag 10 mei 2015 degradeerde hij met die club uit de Premier League. Manchester City versloeg de hekkensluiter op die dag met 6-0, waardoor degradatie een feit was.

## Statistieken
| Seizoen | Club                | Competitie     | Wedstrijden | Goals |
| ------- | ------------------- | -------------- | ----------- | ----- |
| 2006/07 | Arsenal             | Premier League | 0           | 0     |
| 2007/08 | Arsenal             | Premier League | 3           | 0     |
| 2008/09 | → Portsmouth        | Premier League | 19          | 1     |
| 2009/10 | Arsenal             | Premier League | 9           | 0     |
| 2010/11 | → Juventus          | Serie A        | 10          | 0     |
| 2011/12 | Arsenal             | Premier League | 1           | 0     |
| 2011/12 | Queens Park Rangers | Premier League | 23          | 0     |
| 2012/13 | Queens Park Rangers | Premier League | 26          | 0     |
| 2013/14 | Queens Park Rangers | Championship   | 24          | 2     |
| 2014/15 | Queens Park Rangers | Premier League | 16          | 0     |
|         |                     | Totaal         | 131         | 3     |